# Френк Райслі
Френк Райслі (англ. Frank Riseley; 6 липня 1877 — 6 лютого 1959) — колишній британський тенісист.
Здобув 10 одиночних титулів.
Перемагав на турнірах Великого шолома в парному розряді.

## Фінали турнірів Великого шолома

### Одиночний розряд:3 поразки
| Результат | Рік  | Турнір               | Покриття | Суперник       | Рахунок            |
| --------- | ---- | -------------------- | -------- | -------------- | ------------------ |
| Поразка   | 1903 | Вімблдонський турнір | Трава    | Лоренс Догерті | 5–7, 3–6, 0–6      |
| Поразка   | 1904 | Вімблдонський турнір | Трава    | Лоренс Догерті | 1–6, 5–7, 6–8      |
| Поразка   | 1906 | Вімблдонський турнір | Трава    | Лоренс Догерті | 4–6, 6–4, 2–6, 3–6 |

### Парний розряд: 5 (2–3)
| Результат | Рік  | Турнір               | Покриття | Партнер           | Суперники                         | Рахунок                  |
| --------- | ---- | -------------------- | -------- | ----------------- | --------------------------------- | ------------------------ |
| Перемога  | 1902 | Вімблдонський турнір | Трава    | Сідні Говард-Сміт | Лоренс Догерті Реджинальд Догерті | 4–6, 8–6, 6–3, 4–6, 11–9 |
| Поразка   | 1903 | Вімблдонський турнір | Трава    | Сідні Сміт        | Лоренс Догерті Реджинальд Догерті | 4–6, 4–6, 4–6            |
| Поразка   | 1904 | Вімблдонський турнір | Трава    | Сідні Сміт        | Лоренс Догерті Реджинальд Догерті | 1–6, 2–6, 4–6            |
| Поразка   | 1905 | Вімблдонський турнір | Трава    | Сідні Сміт        | Лоренс Догерті Реджинальд Догерті | 2–6, 4–6, 8–6, 3–6       |
| Перемога  | 1906 | Вімблдонський турнір | Трава    | Сідні Сміт        | Лоренс Догерті Реджинальд Догерті | 6–8, 6–4, 5–7, 6–3, 6–3  |